# Can Coix
Can Coix és una masia al poble de Bigues, en el terme municipal de Bigues i Riells, a la comarca catalana del Vallès Oriental. Es troba al sud del Rieral de Bigues, a la dreta del Tenes i a l'esquerra del Torrent Masponç, al costat de ponent d'on es troben aquests dos cursos d'aigua. Passa per davant de la casa, pel seu costat de ponent, l'avinguda de Francesc Masponç. És al nord-est de Can Masponç, al sud-oest de Can Gaietà i a ponent de Can Vilanou, que queda a l'altre costat del Tenes. La seva façana de ponent dona a l'avinguda de Francesc Maspons.